# Ieper (okręg)
Ieper (nld. Arrondissement Ieper, fr. Arrondissement administratif d'Ypres, niem. Bezirk Ypern) – okręg w północnej Belgii, w Regionie Flamandzkim, w prowincji Flandria Zachodnia.  

## Podział administracyjny
Okręg podzielony jest na osiem gmin (nld. gemeente, fr. commmune, niem. Gemeinde), w skład których wchodzą 33 dzielnice (deelgemeente)
| - Heuvelland - Dranouter (Dranoutre) - Kemmel - Loker (Locre) - Nieuwkerke (Neuve-Église) - Westouter (Westoutre) - Wijtschate (Wytschaete) - Wulvergem (Wulverghem) - Ieper (Ypres / Ypern), miasto - Boezinge (Boisinghe) - Brielen - Dikkebus - Elverdinge - Hollebeke - Sint-Jan (Saint-Jean) - Vlamertinge (Vlamertinghe) - Voormezele - Zillebeke - Zuidschote - Langemark-Poelkapelle - Bikschote (Bixschoote) - Langemark (Langemarck) - Poelkapelle (Poelcappelle) - Mesen, miasto - Poperinge (Poperinghe), miasto - Krombeke - Proven - Reningelst (Reninghelst) - Roesbrugge-Haringe - Watou - Vleteren - Oostvleteren - Westvleteren - Woesten - Wervik (Wervicq), miasto - Geluwe (Gheluve) - Zonnebeke - Beselare - Geluveld (Gheluvelt) - Passendale (Passchendaele) - Zandvoorde |